# Anneyron
Anneyron est une commune française située dans le département de la Drôme, en région Auvergne-Rhône-Alpes.

## Géographie

### Localisation
Rattachée à la communauté de communes Porte de DrômArdèche, Anneyron est située au nord du département de la Drôme, à 45 km de Valence et à 70 km de Lyon.

### Communes limitrophes
Les communes limitrophes sont Albon, Châteauneuf-de-Galaure, Épinouze, Fay-le-Clos, Saint-Rambert-d'Albon, Saint-Sorlin-en-Valloire, Bougé-Chambalud et Saint-Jean-de-Galaure.

### Relief et géologie
Sites particuliers :
- Col de Barbe-Bleue ;
- Combe des Milliards ;
- Combe Pérouzet.

### Hydrographie
La commune est arrosée par :
- l'Argentelle[1], affluent du ruisseau Le Bancel ;
- le Bancel, affluent du Rhône[1] ;
- les Collières[1].

### Climat
Pour des articles plus généraux, voir Climat d'Auvergne-Rhône-Alpes et Climat de la Drôme.
En 2010, le climat de la commune est de type climat méditerranéen altéré, selon une étude du CNRS s'appuyant sur une série de données couvrant la période 1971-2000. En 2020, Météo-France publie une typologie des climats de la France métropolitaine dans laquelle la commune est dans une zone de transition entre le climat de montagne et le climat méditerranéen et est dans la région climatique Moyenne vallée du Rhône, caractérisée par un bon ensoleillement en été (fraction d’insolation > 60 %), une forte amplitude thermique annuelle (4 à 20 °C), un air sec en toutes saisons, orageux en été, des vents forts (mistral), une pluviométrie élevée en automne (250 à 300 mm).
Pour la période 1971-2000, la température annuelle moyenne est de 12,2 °C, avec une amplitude thermique annuelle de 17,8 °C. Le cumul annuel moyen de précipitations est de 855 mm, avec 8,1 jours de précipitations en janvier et 5,9 jours en juillet. Pour la période 1991-2020, la température moyenne annuelle observée sur la station météorologique de Météo-France la plus proche, sur la commune d'Albon à 4 km à vol d'oiseau, est de 13,0 °C et le cumul annuel moyen de précipitations est de 764,0 mm,. Pour l'avenir, les paramètres climatiques de la commune estimés pour 2050 selon différents scénarios d'émission de gaz à effet de serre sont consultables sur un site dédié publié par Météo-France en novembre 2022.
| Mois                                  | jan.           | fév.           | mars           | avril         | mai           | juin          | jui.          | août          | sep.          | oct.          | nov.          | déc.           | année      |
| ------------------------------------- | -------------- | -------------- | -------------- | ------------- | ------------- | ------------- | ------------- | ------------- | ------------- | ------------- | ------------- | -------------- | ---------- |
| Température minimale moyenne (°C)     | 0,8            | 0,8            | 3,2            | 6,4           | 10            | 14            | 15,2          | 14,5          | 11,3          | 9             | 4,8           | 1,6            | 7,6        |
| Température moyenne (°C)              | 4,3            | 5,2            | 8,8            | 12,5          | 16            | 20,5          | 22,3          | 21,5          | 17,7          | 14            | 8,6           | 4,9            | 13         |
| Température maximale moyenne (°C)     | 7,8            | 9,6            | 14,4           | 18,7          | 22            | 27            | 29,3          | 28,6          | 24,1          | 18,9          | 12,4          | 8,2            | 18,4       |
| Record de froid (°C) date du record   | −11,6 13.01.03 | −10,9 05.02.12 | −10,8 01.03.05 | −5,9 08.04.21 | 0,4 07.05.19  | 5,2 10.06.05  | 6,7 05.07.02  | 6,9 27.08.18  | 1,3 18.09.01  | −4,3 26.10.03 | −10 18.11.07  | −12,4 04.12.10 | −12,4 2010 |
| Record de chaleur (°C) date du record | 19,1 10.01.15  | 21,4 25.02.21  | 26,3 31.03.21  | 29,3 21.04.18 | 34,2 24.05.09 | 38,6 27.06.19 | 40,3 24.07.19 | 41,2 24.08.23 | 34,2 14.09.20 | 29,6 10.10.23 | 22,2 01.11.22 | 19 17.12.19    | 41,2 2023  |
| Précipitations (mm)                   | 47,4           | 39,5           | 43,2           | 59,9          | 74,4          | 53,9          | 64,3          | 59,7          | 60,9          | 103,4         | 104,4         | 53             | 764        |

## Urbanisme

### Typologie
Au 1er janvier 2024, Anneyron est catégorisée bourg rural, selon la nouvelle grille communale de densité à 7 niveaux définie par l'Insee en 2022.
Elle appartient à l'unité urbaine d'Anneyron, une unité urbaine monocommunale constituant une ville isolée,. Par ailleurs la commune fait partie de l'aire d'attraction de Roussillon, dont elle est une commune de la couronne,. Cette aire, qui regroupe 27 communes, est catégorisée dans les aires de 50 000 à moins de 200 000 habitants,.

### Occupation des sols

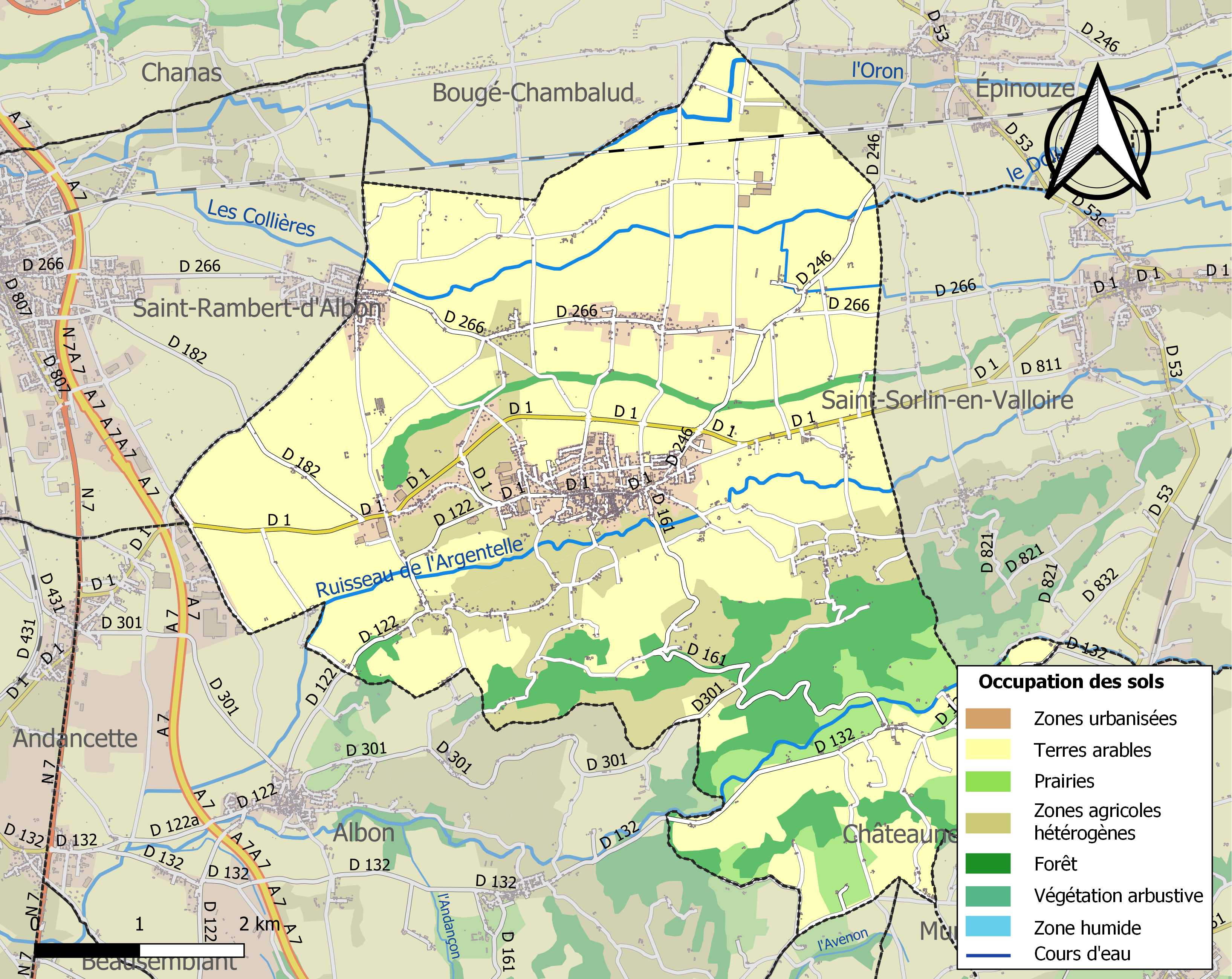
Carte des infrastructures et de l'occupation des sols de la commune en 2018 (CLC).

L'occupation des sols de la commune, telle qu'elle ressort de la base de données européenne d’occupation biophysique des sols Corine Land Cover (CLC), est marquée par l'importance des territoires agricoles (81,8 % en 2018), en diminution par rapport à 1990 (86,1 %). La répartition détaillée en 2018 est la suivante : terres arables (56,1 %), zones agricoles hétérogènes (13,7 %), forêts (11,5 %), zones urbanisées (6,5 %), cultures permanentes (6 %), prairies (6 %), zones industrielles ou commerciales et réseaux de communication (0,2 %). L'évolution de l’occupation des sols de la commune et de ses infrastructures peut être observée sur les différentes représentations cartographiques du territoire : la carte de Cassini (XVIIIe siècle), la carte d'état-major (1820-1866) et les cartes ou photos aériennes de l'IGN pour la période actuelle (1950 à aujourd'hui).

### Morphologie urbaine

#### Quartiers, hameaux et lieux-dits
Site Géoportail (carte IGN) :
- Balaize
- Barona
- Berne
- Berne et Gragnotte
- Bois des Blains
- Bois des Cros
- Bois du Four
- Bois Rotis
- Château de Mantaille
- Château du Cros
- Clacieux
- Coinaud
- Colombier
- Coussieux
- Fondeville
- Gampal
- Grands Champs
- Jomard
- la Béraudière
- la Blache
- la Blachette
- la Brûla
- la Buissonnière
- la Châtaigneraie
- la Croze
- la Lance
- la Plaine
- la Renardière
- la Rouge
- le Buis
- le Moulin
- les Barges
- les Barquetières
- les Biéniers
- les Billes
- les Blains
- les Cages
- les Célestins
- les Chargeaux
- les Clavettes d'Anneyron
- les Clotrières
- les Colomberts
- les Cotons
- les Desmeures
- les Gondins
- les Grandes Pierres
- les Granges
- les Gras
- les Groubons
- les Jacquiers
- les Moutonnes
- les Percivaux
- les Petites Pierres
- les Ribaudons
- les Teppes
- les Vials
- le Télégraphe
- Maison Lafaury
- Mantaille
- Mayaud
- Pétille
- Plantay
- Poulet
- Rapon
- Saint-Amour
- Saint-Michel
- Saleton
- Volozière

Anciens quartiers, hameaux et lieux-dits :
- les Allegrets est un hameau attesté en 1891. Il était dénommé les Algrets en 1821 (Noms des communes et hameaux de la Drôme)[14].
- Mantaille se trouve à 6 km au sud du chef-lieu, de l'autre côté du col de Barbe-Bleue dans la vallée du Bancel, affluent du Rhône (voir plus bas pour l'historique).

### Voies de communication et transports
La ligne de Saint-Rambert-d'Albon à Rives, ouverte en 1856 et administrée par la Compagnie des chemins de fer du Dauphiné (CFD) traverse le territoire de la commune.

## Toponymie

### Attestations
Dictionnaire topographique du département de la Drôme :
- 883 : villa Anarioni (Gall., christ., XVI, 9) (étudié par Ernest Nègre[16]).
- 908 : Anaro (cartulaire de Romans, 10 bis).
- Vers 993 : villa Anaironae (cartulaire de Saint-André-le-Bas, 237).
- XIIIe siècle : mention du prieuré : prioratus d'Anairon (Valbonnais, I, 123).
- XIVe siècle : mention du prieuré : prioratus de Anneyronae (pouillé de Vienne).
- 1521 : mention de la paroisse : ecclesia Anneyronis (pouillé de Vienne).
- 1891 : Anneyron, commune du canton de Saint-Vallier.

### Étymologie
Ce toponyme dérive d'un anthroponyme d'origine germanique, probablement d'un certain Annarigus avec une finale -onem.

## Histoire

### Du Moyen Âge à la Révolution
Anneyron est une ancienne paroisse du comté d'Albon.
Avant 1790, Anneyron était une paroisse du diocèse de Vienne dont l'église, dédiée à Notre-Dame, était celle d'un prieuré (de la dépendance de Saint-Pierre de Vienne) connu dès 1276 et uni par la suite à cette abbaye qui, de ce chef, avait les dîmes d'Anneyron.

Cette paroisse faisait partie de la communauté et mandement d'Albon, et fut comprise dans la commune du même nom jusqu'au 4 mai 1809.

#### Mantaille
Le château de Mantaille est une ancienne résidence royale carolingienne de l'empereur Lothaire.
Dictionnaire topographique du département de la Drôme :
- 858 : Mantelum villa (Gall. christ., XVI, 7).
- 859 : Mantalo (cartulaire de l'Île Barbe).
- 863 : Mantalia (Chorier, Histoire générale, I, 513).
- 879 : Mantala (Labbe, Concil., X, 332).
- 886 : villa Mantulae (Spicileg., III, 362).
- 1284 : apud Mantali (Valbonnais, II, 27).
- 1360 : castrum Mantalie (choix de documents, 197).
- 1365 : le chastel de Mantale (compte de R. de Loupy, 80).
- XIVe siècle : mention de l'église : capella de Mantula (pouillé de Vienne).
- 1627 : Mantallie (archives de la Drôme, E 1068).
- 1891 : Mantaille, château ruiné, village et paroisse de la commune d'Anneyron.

Le château devient célèbre à la suite de la réunion du Concile de Mantaille qui élit Boson roi de Bourgogne.
Après la mort de Louis le Bègue en avril, un concile réuni en octobre 879 proclame Boson de Provence roi de Provence-Bourgogne cisjurane.
Par la suite, le château, possession des rois de Bourgogne, est donné à un certain comte Teutbert puis :
- 886 : Teutbert s'en dessaisit au profit des archevêques de Vienne.
- Début du XVIIe siècle : le château et la terre de Mantaille sont vendus aux (du) Cros de Grollée.
- Ils passent aux Allard.
- Milieu du XVIIIe siècle : passent aux Leclerc de Ransonnière.

Avant 1790, Mantaille était une communauté de l'élection et subdélégation de Romans et du bailliage de Vienne.

Elle formait une succursale de la paroisse de Saint-Sorlin et, plus anciennement, une paroisse du diocèse de Vienne dont l'église était sous le vocable de Saint-Laurent et dont les dîmes appartenaient à l'archevêque diocésain.
En 1790, Mantaille devient une commune du canton d'Albon. La réorganisation de l'an VIII (1799-1800) la place dans le canton de Saint-Vallier.
En 1809, elle est intégrée dans la commune d'Anneyron.

### De la Révolution à nos jours
1809 (4 mai) : la commune d'Anneyron est créée « par distraction » de la commune d'Albon. Elle forme avec la commune de Mantaille une commune du canton de Saint-Vallier, ayant Mantaille pour annexe.
Après la révolution de février 1848, c’est le camp conservateur qui remporte les élections nationales. Le commissaire de la république, Ferlay, met en place des mesures autoritaires pour réduire l’influence de la gauche dans la Drôme, département républicain qui a envoyé 6 députés Montagnards sur 7 à l’Assemblée. Ces mesures sont facilitées par la proclamation de l’état de siège à la suite du complot de Lyon. Et pour prévenir une résistance armée à ces mesures, il fait collecter les armes de guerre détenues par les habitants, excepté ceux jugés surs. Une colonne de 300 soldats passe ainsi de commune en commune pour ramasser les armes qui ont normalement été déposées en mairie.
Anneyron est la patrie du marquis d'Arlande, co-premier aéronaute (avec Pilâtre de Rozier).

## Politique et administration

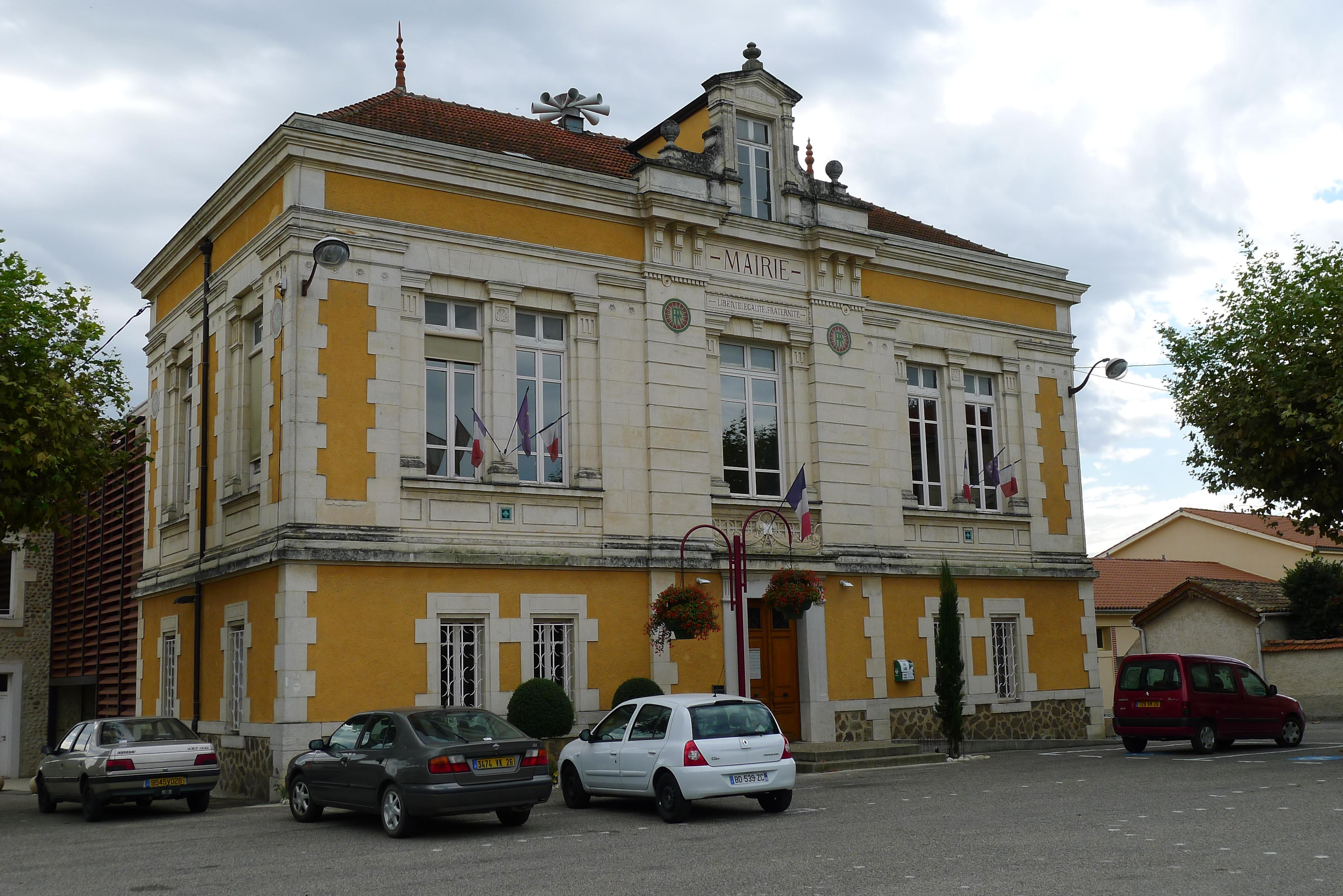
La mairie.

### Administration municipale
Le nombre d'habitants au dernier recensement étant compris entre 3 500 et 4 999, le nombre de membres du conseil municipal est de 27.
À la suite des élections municipales françaises de 2020, le conseil municipal est composé du maire, de 5 adjoints et de 21 conseillers municipaux[source insuffisante].

### Liste des maires
| Période                                                                   | Période                       | Identité                             | Étiquette | Qualité                                              |
| ------------------------------------------------------------------------- | ----------------------------- | ------------------------------------ | --------- | ---------------------------------------------------- |
| Les données manquantes sont à compléter. : de 1809 au Second Empire       |                               |                                      |           |                                                      |
| 1809                                                                      | 1871                          | ?                                    |           |                                                      |
| Les données manquantes sont à compléter. : depuis la fin du Second Empire |                               |                                      |           |                                                      |
| 1871                                                                      | 1874                          | ?                                    |           |                                                      |
| 1874                                                                      | 1878                          | ?                                    |           |                                                      |
| 1878                                                                      | 1884                          | ?                                    |           |                                                      |
| 1884                                                                      | 1887                          | ?                                    |           |                                                      |
| 1887 (élection ?)                                                         | 1904                          | Jean-Jacques Amédée Brenier          |           |                                                      |
| 1904                                                                      | 1931                          | Ernest Durand                        |           |                                                      |
| 1931 (élection ?)                                                         | 1941                          | Paul Brottier                        |           |                                                      |
| 1941 (élection ?)                                                         | 1944                          | Victor Lafuma                        |           | conseiller départemental (1942-1945)                 |
| 1944 (élection ?)                                                         | 1945                          | Charles Nemoz                        |           | désigné par le comité local de libération            |
| 1945                                                                      | 1947                          | Léopold Turc                         |           |                                                      |
| 1947                                                                      | 1951                          | Raymond Alléon                       |           |                                                      |
| 1951 (élection ?)                                                         | 1953                          | Paul Julien                          |           |                                                      |
| 1953                                                                      | 1965                          | Victor Lafuma                        |           |                                                      |
| 1965                                                                      | 1989                          | Aimé Bertrand                        | DVD       |                                                      |
| 1989                                                                      | 1995                          | Louis Chapurlat                      | PS        |                                                      |
| 1995                                                                      | 2008                          | Maurice Lafuma                       | DVD       |                                                      |
| 2008                                                                      | 2018                          | Alain Genthon                        | PS        | professeur des écoles conseiller général (2001-2015) |
| 2018 (élection ?)                                                         | 2020                          | Patricia Boidin                      | PS        |                                                      |
| 2020                                                                      | En cours (au 14 février 2021) | Patricia Boidin[source insuffisante] |           | maire sortante                                       |

## Population et société

### Démographie
Les habitants sont dénommés les Anneyronnais ; ceux de Mantaille sont dénommés les Mantaillards.
L'évolution du nombre d'habitants est connue à travers les recensements de la population effectués dans la commune depuis 1821. Pour les communes de moins de 10 000 habitants, une enquête de recensement portant sur toute la population est réalisée tous les cinq ans, les populations de référence des années intermédiaires étant quant à elles estimées par interpolation ou extrapolation. Pour la commune, le premier recensement exhaustif entrant dans le cadre du nouveau dispositif a été réalisé en 2007.

En 2022, la commune comptait 4 152 habitants, en évolution de +4,8 % par rapport à 2016 (Drôme : +2,64 %, France hors Mayotte : +2,11 %).
| 1821  | 1831  | 1836  | 1841  | 1846  | 1851  | 1856  | 1861  | 1866  |
| ----- | ----- | ----- | ----- | ----- | ----- | ----- | ----- | ----- |
| 2 082 | 2 527 | 2 786 | 2 891 | 2 978 | 3 040 | 3 085 | 3 122 | 2 976 |

| 1872  | 1876  | 1881  | 1886  | 1891  | 1896  | 1901  | 1906  | 1911  |
| ----- | ----- | ----- | ----- | ----- | ----- | ----- | ----- | ----- |
| 2 854 | 2 800 | 2 869 | 2 852 | 2 790 | 2 660 | 2 600 | 2 593 | 2 539 |

| 1921  | 1926  | 1931  | 1936  | 1946  | 1954  | 1962  | 1968  | 1975  |
| ----- | ----- | ----- | ----- | ----- | ----- | ----- | ----- | ----- |
| 2 311 | 2 332 | 2 248 | 2 304 | 2 324 | 2 397 | 2 519 | 2 746 | 2 895 |

| 1982  | 1990  | 1999  | 2006  | 2007  | 2012  | 2017  | 2022  | - |
| ----- | ----- | ----- | ----- | ----- | ----- | ----- | ----- | - |
| 2 864 | 3 038 | 3 319 | 3 683 | 3 727 | 3 863 | 3 999 | 4 152 | - |

| 1793 | 1800 | 1806 |
| ---- | ---- | ---- |
| 520  | 399  | 519  |

### Enseignement
La commune relève de l'académie de Grenoble.

### Manifestations culturelles et festivités
- Fête communale : le dimanche le plus rapproché du 10 août (Saint-Laurent)[17].
- Fête de l'étang : à la Pentecôte[17].

### Loisirs et sports
- Société de pêche[17].
- Chasse[17].
- Club de basket[27].

### Médias

#### Presse écrite
Le quotidien régional historique du Dauphiné et des Alpes tirant à grand tirage est Le Dauphiné libéré. Celui-ci consacre, chaque jour, y compris le dimanche, dans son édition locale, un ou plusieurs articles à l'actualité du village, ainsi que des informations sur les éventuelles manifestations locales, les travaux routiers, et autres événements divers à caractère local au niveau de la commune de Saint-Martin-en-Vercors.
Il existe aussi d'autres journaux, comme les hebdomadaires L'Agriculture Drômoise et  Drôme Hebdo (anciennement Peuple libre).

#### Presse audiovisuelle
Ici Drôme Ardèche est une radio publique diffusée sur tout le territoire du département de la Drome.

## Économie

### Agriculture
En 1992 : cultures fruitières, céréales, colza, tabac.
- Coopératives fruitière et laitière[17].
- Un marché a lieu le mardi[17].
- Une foire a lieu le troisième samedi de juin[17].

### Industrie
- L'entreprise Lafuma Mobilier conçoit et fabrique du mobilier de jardin[28].
- L'entreprise Jars crée des céramiques[29].
- Capfruit, filiale française du groupe suisse Hero, active dans la transformation des fruits, y a son siège[réf. nécessaire].

## Culture locale et patrimoine

### Lieux et monuments

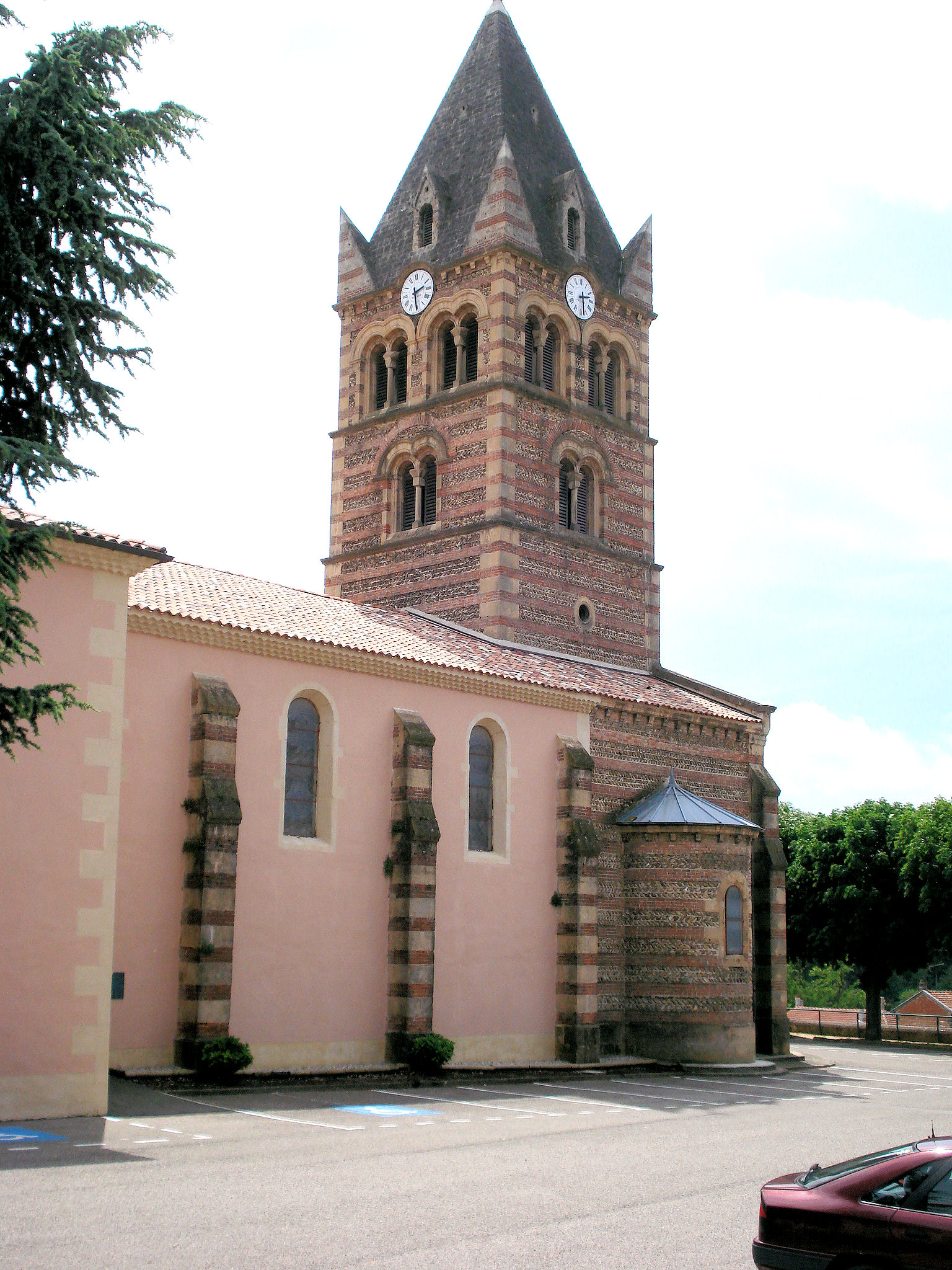
Église d'Anneyron.

- Maisons en bel appareil de galets (limousinerie)[17].
- Ancien presbytère : façade Renaissance (MH)[17].
- Église Notre-Dame-de-l'Assomption d'Anneyron construite à la fin du XIIe siècle. De l'église romane, il subsiste le chevet et la base du clocher. La nef et le clocher porche en briques et galets datent du XIXe siècle. L'abside est ornée de fresques datant des XVIe et XVIIIe siècles. Elles représentent une ascension du Christ et, dans deux médaillons, saint Laurent et un évêque. Le décor des pilastres et les six chapiteaux placés sous la coupole sont caractéristiques de l'art roman de la vallée du Rhône. Un des chapiteaux représente Samson égorgeant le lion[réf. nécessaire].
- Église Sainte-Agathe de Mantaille.
- Mantaille : ruines du château (VIIIe  au  XIVe siècle)[17] sur motte[30].

Il est dit « de Barbe-Bleue »[réf. nécessaire].
La commune s'est portée acquéreur en 2010 afin d'assurer la préservation du site)[réf. nécessaire].
- Château de Larnage, bâti vers 1340, remanié et restauré aux XVe et XVIIIe siècles.
- Château du Cros : tours circulaires.
- Château de Saleton : maison forte (XIIIe et XIVe siècles), réhabilitée en belle demeure de plaisance (tour d'Arlandes).
- La Béraudière : maison forte (XIIe  au  XIVe siècle).
- Les Blains : maison forte (XIIe  au  XIVe siècle).
- Coinaud : vestiges de remparts d'une ville neuve fondée en 1314.

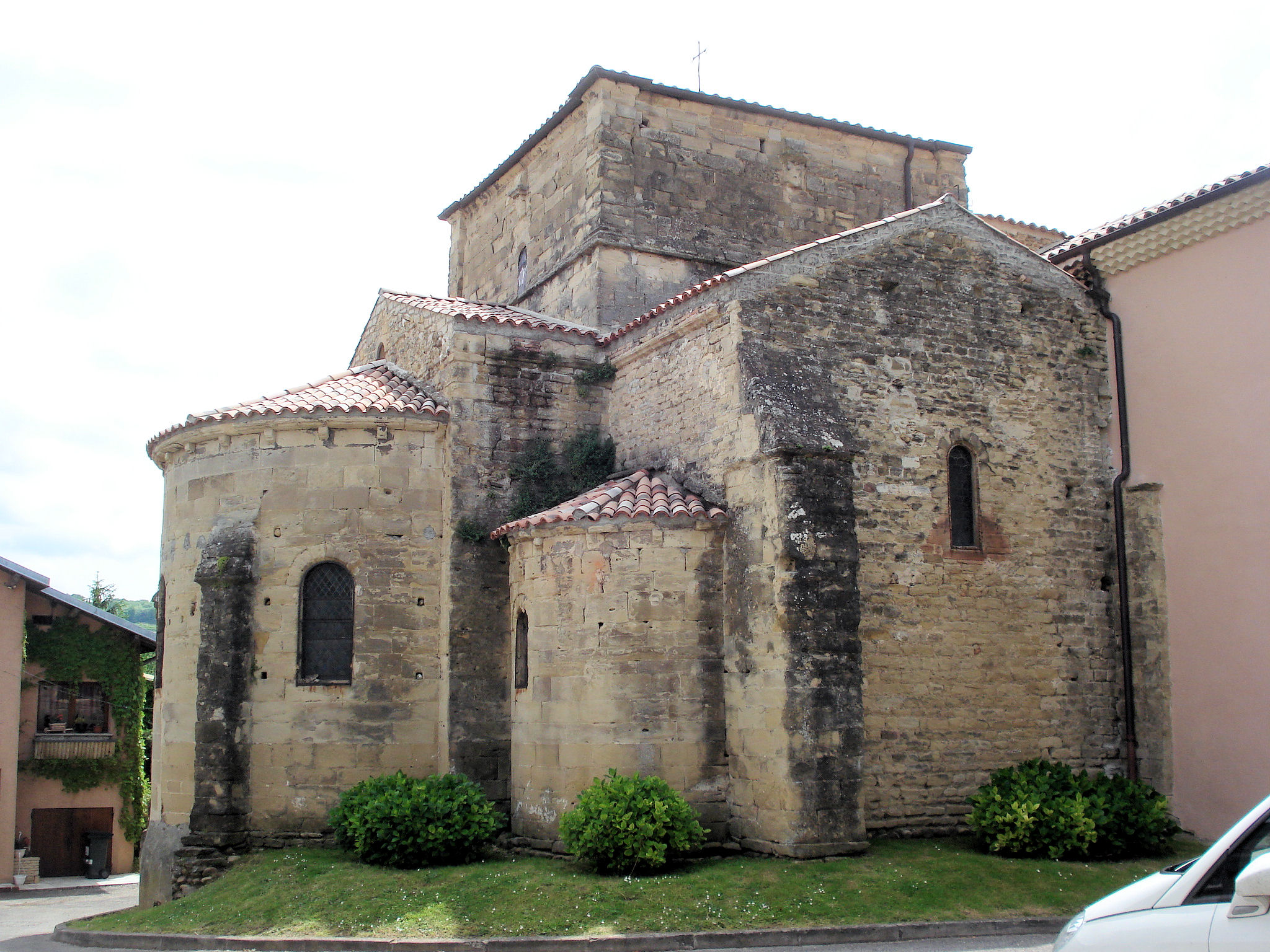
Chevet de l'église d'Anneyron.
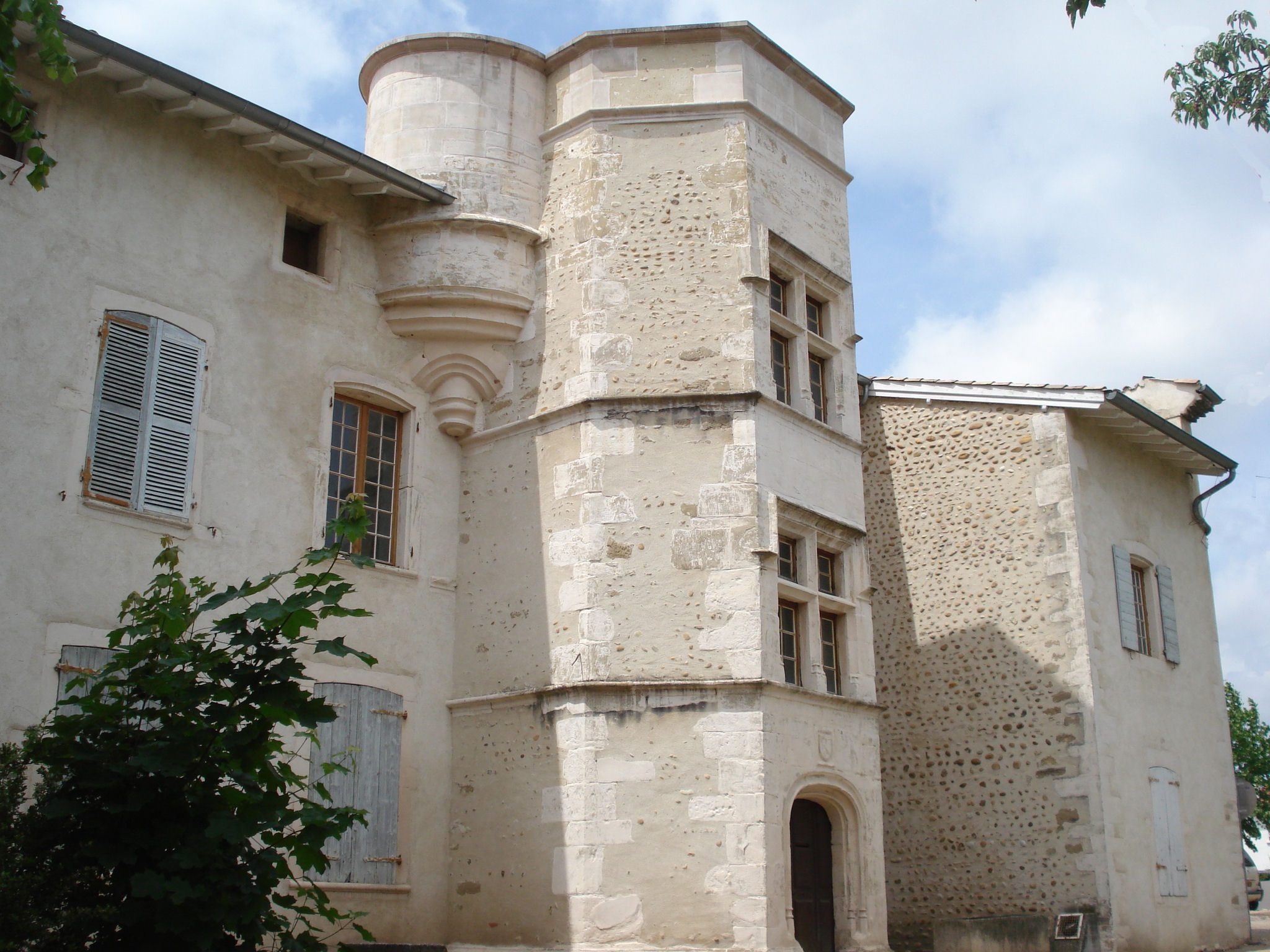
Château de Larnage à Anneyron.
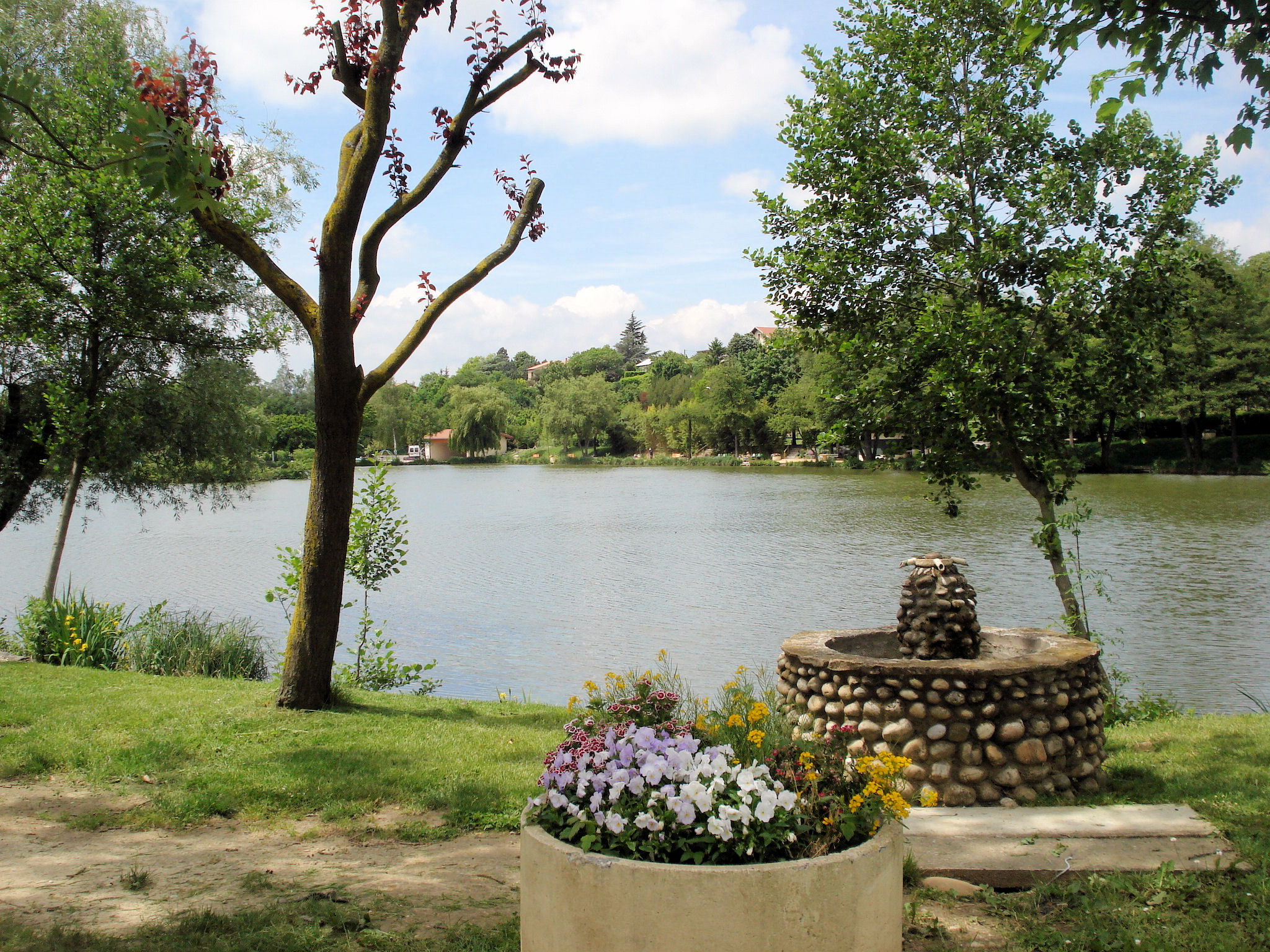
Étang d'Anneyron.
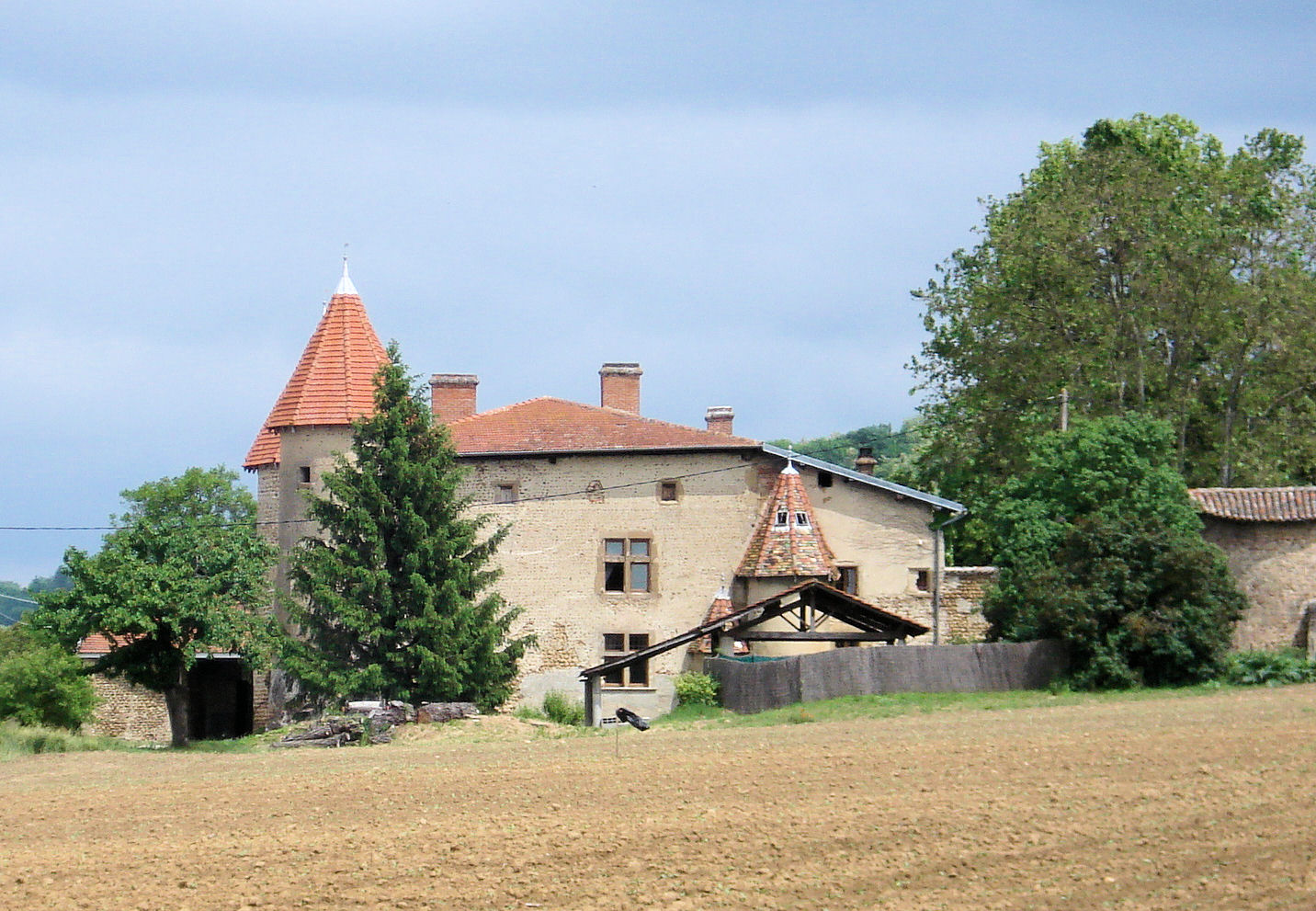
Château du Cros.

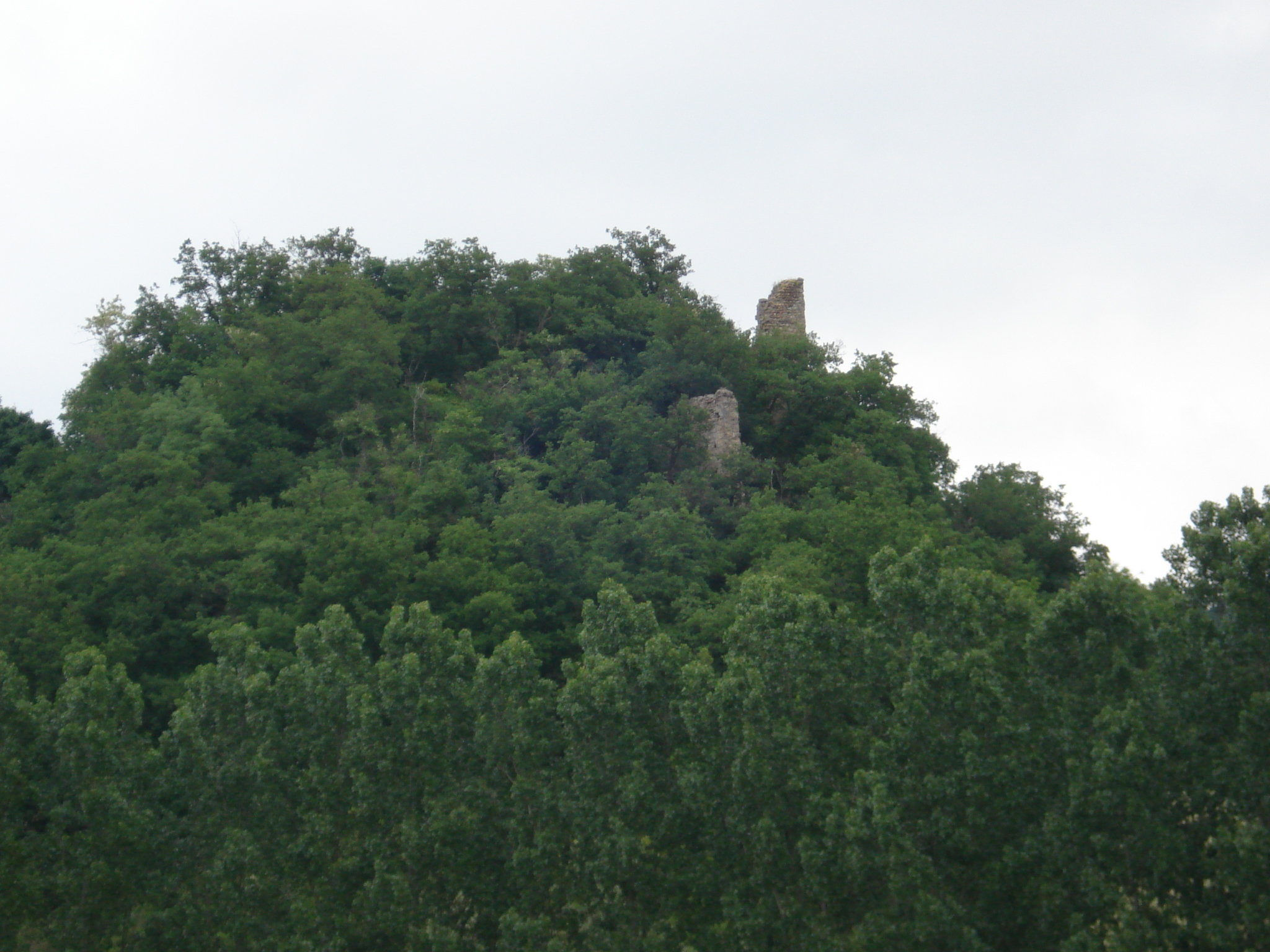
Ruines du château de Mantaille.
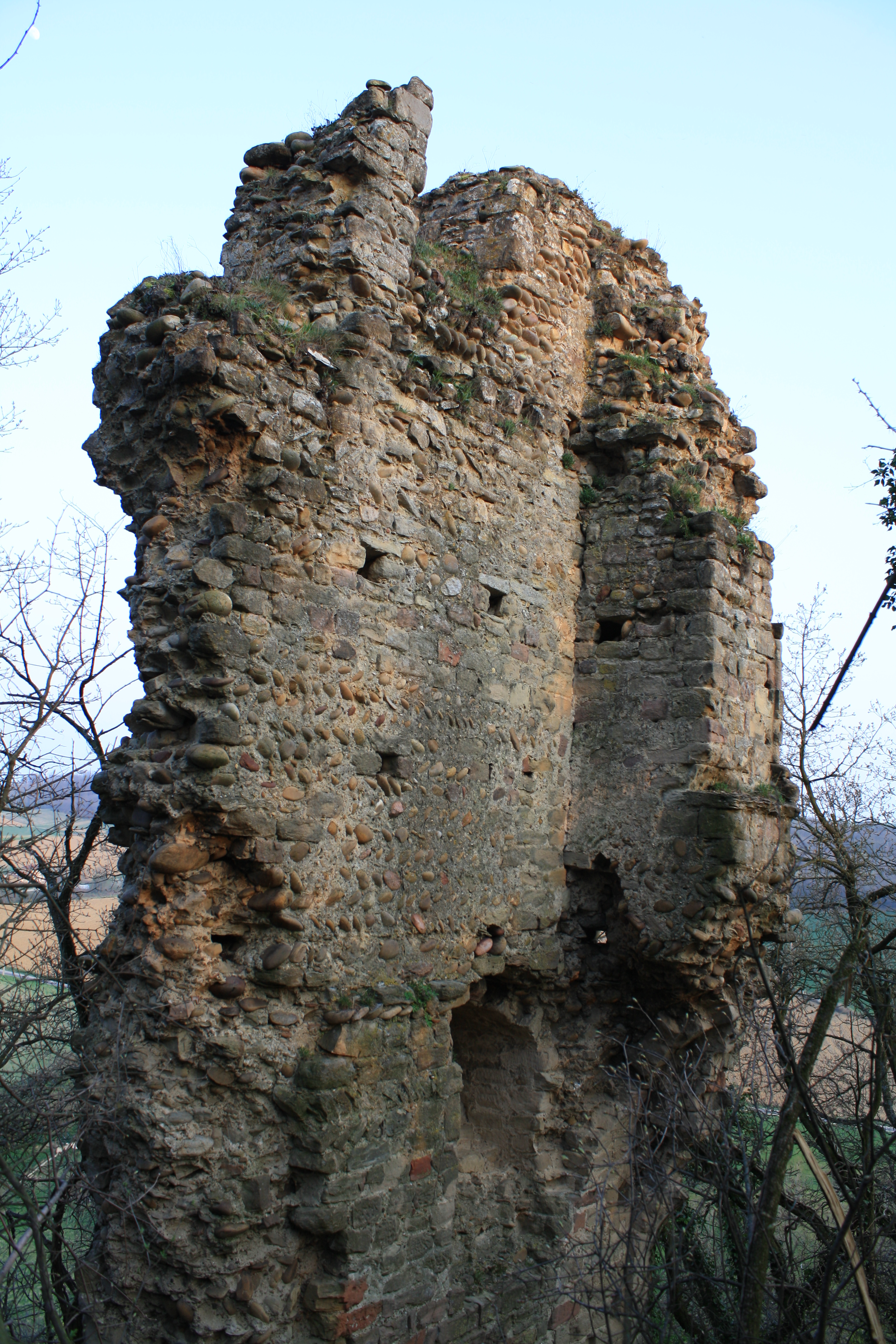
Château de Mantaille (angle sud-est).
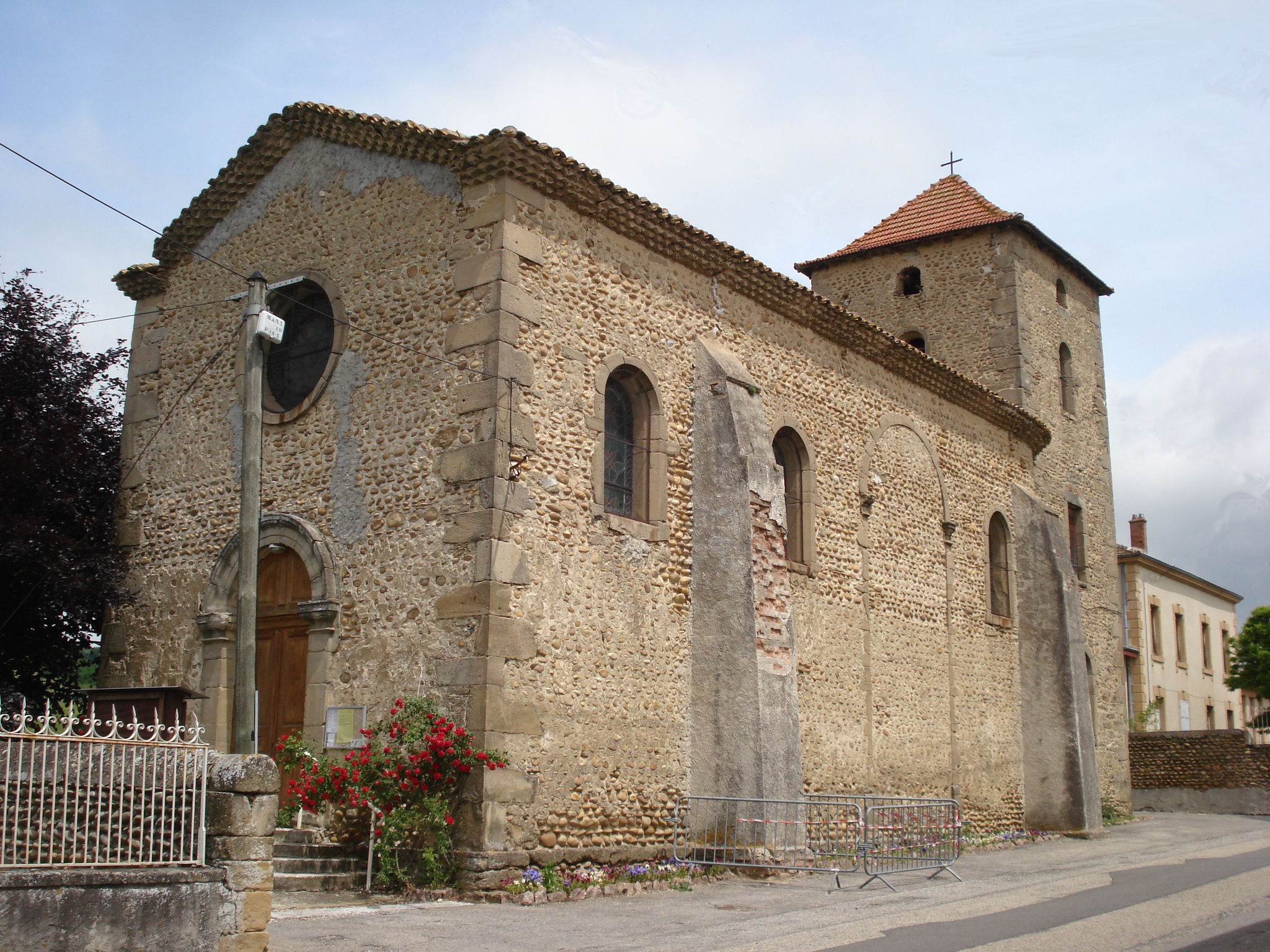
Église de Mantaille.

### Patrimoine culturel
- Musée Saint-Jean[réf. nécessaire].
- Artisanat d'art : poterie[17].

### Patrimoine naturel
- Étang d'Anneyron[17].

### Personnalités liées à la commune

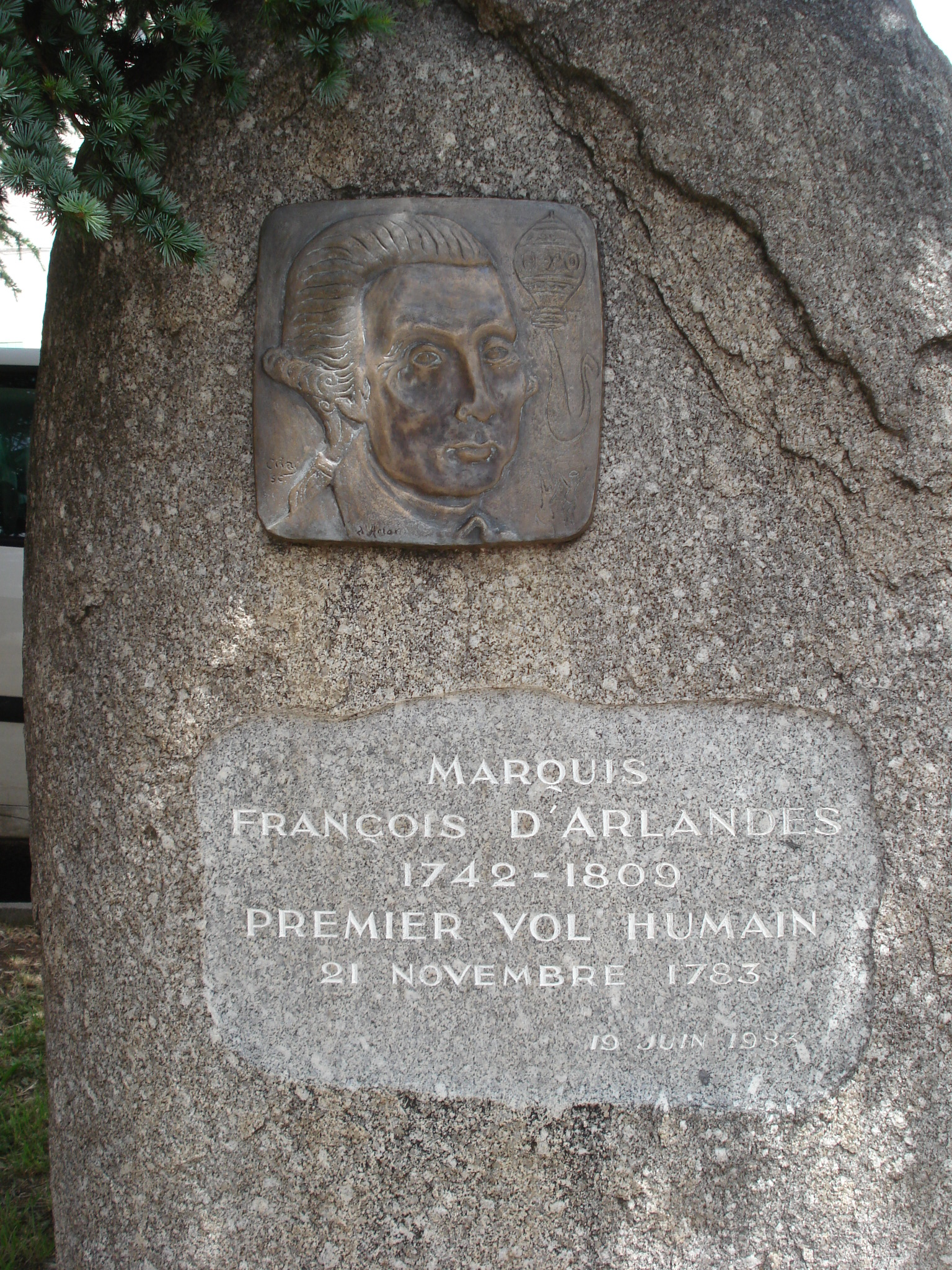
François d'Arlandes.

- Le marquis François Laurent d'Arlandes (1742-1809) : aéronaute qui fit à Paris la première ascension en ballon libre avec Pilâtre de Rozier le 21 novembre 1783.
- César Malens (né en 1829 à Anneyron, mort en 1888) : député et sénateur de la Drôme.
- Philippe de Scitivaux (1911-1986) : amiral de la marine française, Compagnon de la Libération. Il est inhumé au cimetière de la commune.
- Blanche Balain (née en 1913 à Anneyron, morte en 2003) : comédienne et femme de lettres.

### Héraldique
| Blason de Anneyron | Blason  | Taillé : au 1er mi-taillé d'argent à trois tours d'or, ajourées du champ et maçonnées de sable, rangées en barre, au 2e de gueules à trois abeilles d'argent, l'abdomen de pourpre, ordonnées en orle. |
| Blason de Anneyron | Détails | Le statut officiel du blason reste à déterminer. |